# Papa Clemente IV
Clemente IV, nascido Guy Foulques, (Saint-Gilles, 23 de novembro de 1190 — Viterbo, 29 de novembro de 1268) foi Papa de 5 de fevereiro de 1265 até a sua morte, pontificando por três anos. Soldado e advogado, nesta última qualidade foi secretário de Luís IX de França, a cuja influência deve provavelmente a sua eleição. Está sepultado em Viterbo. A sua sucessão demorou quase três anos a ser decidida, levando o sucessor Gregório X a estabelecer regras rígidas para os conclaves.

## Biografia
Nasceu em Languedoc, em Saint-Gilles-du-Gard, numa boa família burguesa, num ano não especificado entre 1190 e 1200. Na juventude foi soldado e lutou contra os mouros, depois dedicou-se aos estudos e licenciou-se em direito civil, tornando-se mais tarde um famoso advogado e jurista. Em 1239, ele se casou com a nobre filha de Simon de Malbois, que lhe deu muitos filhos. Sua esposa morreu por volta de 1250, quando apenas duas filhas, Mabilie e Cécile, ainda estavam vivas. Viúvo, Guy decidiu tomar ordens: em 1255 tornou-se padre. Dada a sua fama, ele teve uma carreira eclesiástica meteórica e foi nomeado bispo de Puy em 1257 e arcebispo de Narbonne em 1259.

### Pontificado
Nos mesmos anos, ele também se tornou um conselheiro de confiança do Rei Luís IX e do Papa Urbano IV, que em 1261 o criou Cardeal Bispo de Sabina. Legado papal na Inglaterra para uma difícil mediação entre Henrique III e seus barões e a Igreja local, ele estava viajando em fevereiro de 1265 quando, após a morte de Urbano IV, o Colégio dos Cardeais, reunido em Perugia, o elegeu papa, talvez para agradar a Luís IX ou, mais provavelmente, para confiar a liderança da Igreja em um momento de grande dificuldade a um homem habilidoso e experiente. Guy deixou a França para ir para Roma.
Clemente IV foi papa por aproximadamente 45 meses: tempo suficiente para que ele deixasse uma marca importante na história da Igreja. Ele se destacou por sua severa austeridade, bem como por seu extremo rigor moral e absoluta honestidade. Deve-se lembrar, por exemplo, que Clemente IV não se valeu de nenhuma forma de nepotismo, ao não criar cardeais durante seu pontificado, e que combateu duramente a corrupção. Governou os assuntos internos da Igreja com firmeza e determinação, defendendo a necessidade de que os benefícios eclesiásticos fossem reservados à Santa Sé e acabou sendo apontado como o verdadeiro fundador da tributação papal.
No dia 29 de Novembro de 1268, o Papa adoeceu repentinamente e faleceu, no meio da profunda comoção dos viterbanos, que o consideravam um homem superior, misticamente inspirado, isto é, morreu em odor de santidade. Foi sepultado inicialmente na Catedral de Viterbo, depois, como ele mesmo indicou, na igreja dominicana de Santa Maria in Gradi, num belo monumento funerário, obra do escultor Pietro di Oderisio.